# 短音符
短音符（英語：Breve，发音为/ˈbriːv/，/ˈbrɛv/；来自拉丁文“短的，简要的”；◌̆）是一个附加符号，形状类似开口向上的半圆弧。跟它形状类似的有抑扬符——开口向上的V形（比照与，前者为带短音符的A，后者为带抑扬符的A）。

## 作用
短音符在学术性转写文本中用来标示短元音，这与长音符号（ ¯ ）功能恰好相反。这个符号常出现于拉丁语、古希腊语、柏柏尔语及其他语言的词典或课本。
在西里尔字母中，短音符经常与И一起，形成另一个字母Й（и краткое，短и，/j/）。在白俄罗斯语里还有Ў（У неслогово́е，不成音节的у或，短у，/w/）以及其对应的拉丁字母Ŭ。而Ў也出现在苏联时代的乌兹别克语中（由于乌兹别克语已经改用拉丁字母，因此这个字母已被O’所取代）。摩尔多瓦语带有另一个有短音符的字母Ӂ（音值/dʒ/，用于е或и前）。而楚瓦什语中，则有Ӑ和Ӗ两个带短音符的字母。
世界语里有带短音符的字母U——Ŭ，其音值为/w/。
在僧伽罗语的拉丁字母转写中，带短音符的字母m或n代表前鼻音辅音，例如n̆da发音为[ⁿda]。

## 其他用法
在一些语言里，短音符被用于标记短元音以外的其他用途。
- 在罗马尼亚语中，带短音符的字母A，即Ă，读作/ə/，例如măr（苹果）
- 在阿塞拜疆语、鞑靼语（塔塔尔语）和土耳其语中，有带短音符的G，即。土耳其语把这个字母称为（软G），能用于把前一个元音延长而自身不发音，或者把两个元音隔开自身发/y/音；在某些地区的土耳其语方言里，这个字母会读作[ɡ]或其他类似的发音，这是过去奥斯曼土耳其语的口音残留所致。而在阿塞拜疆语和鞑靼语，Ğ是发作 gh 音（即国际音标：/ɣ/），是一个软腭浊擦音。其中，Ğ在鞑靼语只用于字首，比如Ğabdulla（阿卜杜拉，人名）。
- 在越南语中，也有带短音符的字母A，Ă，读作/a/。由于越南语有6个声调，因此越南语中存在这个字母的5种[2]带声调符号的变体：Ằ、Ắ、Ẳ、Ẵ和Ặ。
- 以马科恩-赖肖尔表记法把韩语谚文转写为拉丁文时，会把ㅓ和ㅡ分别转写为带短音符的o和u（ŏ、ŭ）。例如，根据这套转写法，한글（韩语谚文）会转写成han'gŭl，但有时为了方便计算机输入，会把han'gŭl写成hangul：但由于这样这样会改变读音，因此并不正确。

- 带下短音符的H，Ḫ，常用于转写阿拉伯语字母ﺥ（Ḫāʾ）。另外这个字母还用于转写阿卡德语、希泰语和埃及语象形文字。

值得注意的是，汉语拼音中表示第三声上声的符号是抑扬符而非短音符，但有时短音符可以用于替换抑扬符。

## 带短音符的字母的编码
以下是Unicode和HTML数字实体中这些字符的编码
| 名称                                               | 字符     | Unicode       | HTML实体        |          |
| 拉丁字母                                           | 拉丁字母 | 拉丁字母      | 拉丁字母        | 拉丁字母 |
| -------------------------------------------------- | -------- | ------------- | --------------- | -------- |
| 带短音符的A                                        | Ă ă      | U+0102 U+0103 | &#258; &#259;   |          |
| 带短音符的E                                        | Ĕ ĕ      | U+0114 U+0115 | &#276; &#277;   |          |
| 带短音符的I                                        | Ĭ ĭ      | U+012C U+012D | &#300; &#301;   |          |
| 带短音符的O                                        | Ŏ ŏ      | U+014E U+014F | &#334; &#335;   |          |
| 带短音符的U                                        | Ŭ ŭ      | U+016C U+016D | &#364; &#365;   |          |
| 阿塞拜疆语、塔塔尔语和土耳其语                     |          |               |                 |          |
| 带短音符的G                                        | Ğ ğ      | U+011E U+011F | &#286; &#287;   |          |
| 越南语                                             |          |               |                 |          |
| 带锐音符和短音符的A（锐声）                        | Ắ ắ      | U+1EAE U+1EAF | &#7854; &#7855; |          |
| 带重音符和短音符的A（玄声）                        | Ằ ằ      | U+1EB0 U+1EB1 | &#7856; &#7857; |          |
| 带钩号和短音符的A（问声）                          | Ẳ ẳ      | U+1EB2 U+1EB3 | &#7858; &#7859; |          |
| 带波浪号和短音符的A（跌声）                        | Ẵ ẵ      | U+1EB4 U+1EB5 | &#7860; &#7861; |          |
| 带下句点和短音符的A（重声）                        | Ặ ặ      | U+1EB6 U+1EB7 | &#7862; &#7863; |          |
| 西里尔字母                                         |          |               |                 |          |
| 短I                                                | Й й      | U+0419 U+0439 | &#1049; &#1081; |          |
| 短U                                                | Ў ў      | U+040E U+045E | &#1038; &#1118; |          |
| 带短音符的A                                        | Ӑ ӑ      | U+04D0 U+04D1 | &#1232; &#1233; |          |
| 带短音符的Е                                        | Ӗ ӗ      | U+04D6 U+04D7 | &#1238; &#1239; |          |
| 阿拉伯语、阿卡德语、希泰语和埃及语象形文字（转写） |          |               |                 |          |
| 下加短音符的H                                      | Ḫ ḫ      | U+1E2A U+1E2B | &#7722; &#7723; |          |

- 组合用短音符的Unicode位置为U+02D8。
- LaTex中可以用代码\u{o}使字母o上方加上短音符。